# São José do Jacuípe
São José do Jacuípe este un oraș în statul Bahia (BA) din Brazilia.